# Kreis Ilmenau

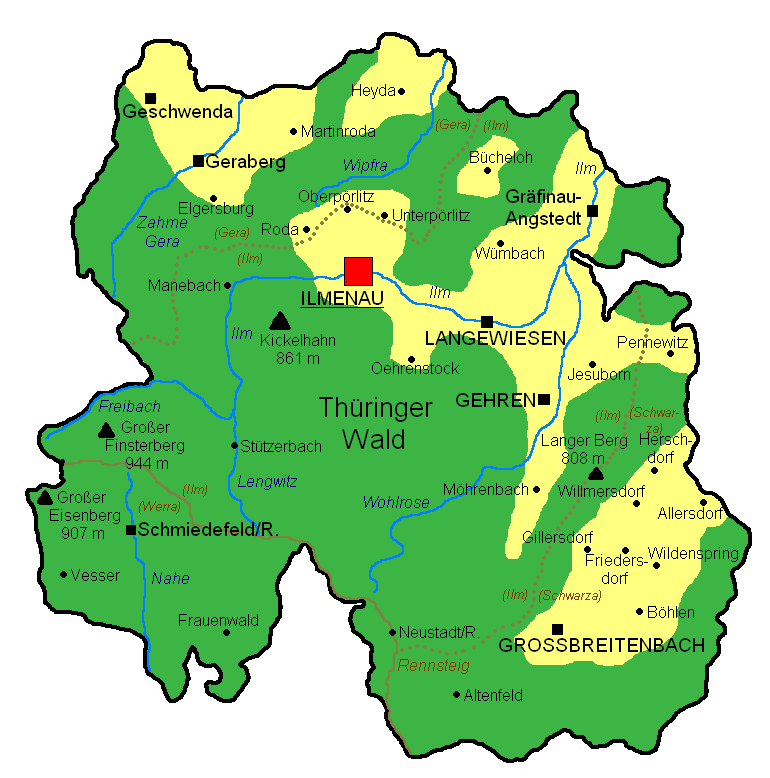
Kreiskarte

Der Kreis Ilmenau war ein Landkreis im Bezirk Suhl der DDR. Von 1990 bis 1994 bestand er als Landkreis Ilmenau im Land Thüringen fort. Sein Gebiet liegt heute im Ilm-Kreis in Thüringen. Der Sitz der Kreisverwaltung befand sich in Ilmenau.

## Geografie

### Lage
Der Kreis Ilmenau lag im Nordosten des ehemaligen Bezirks Suhl und war der einzige Kreis des Bezirks, der sich mehrheitlich nördlich des Rennsteigs befand. Er grenzte im Norden an den Kreis Arnstadt (Bezirk Erfurt), im Osten an den Kreis Rudolstadt (Bezirk Gera), im Südosten an den Kreis Neuhaus am Rennweg (Bezirk Suhl), im Süden an den Kreis Hildburghausen (Bezirk Suhl) und im Südwesten an den Kreis Suhl-Land (Bezirk Suhl).
Der Kreis Ilmenau war einer der waldreichsten der DDR. Der Waldanteil lag bei etwa 70 % der Gesamtfläche. Das Kreisgebiet lag fast vollständig im Thüringer Wald, nur die Orte Heyda, Bücheloh, Gräfinau-Angstedt und Wümbach lagen nicht im Wald. Die höchsten Berge im Kreis waren der Kickelhahn bei Ilmenau (861 m), der Große Finsterberg (944 m) und der Große Eisenberg (907 m), beide Schmiedefeld. Ein weiterer markanter Höhenzug war der Lange Berg (808 m) bei Gehren.
Die wichtigsten Wasserläufe des Kreises waren die Ilm, die Zahme Gera und die Wohlrose.

### Wichtigste Orte
Laut dem Raumordnungsplan war Ilmenau Mittelzentrum und Gehren, Großbreitenbach, Gräfinau-Angstedt, Geraberg und Schmiedefeld Unterzentren bzw. Kleinzentren.

### Nachbarkreise
Der Kreis Ilmenau grenzte im Uhrzeigersinn im Norden beginnend an die Kreise Arnstadt, Rudolstadt, Neuhaus, Hildburghausen und Suhl-Land sowie an den Stadtkreis Suhl.

### Dialekte
Im Kreisgebiet waren drei Mundarten vertreten. Im größten Teil des Kreises wurde Zentralthüringisch gesprochen. Hierzu zählten die Städte Ilmenau, Langewiesen, die Orte Geraberg und Geschwenda sowie die Dörfer, die sie umgaben. Die zweite, ebenfalls zur thüringischen Dialektgruppe gehörende Mundart war das Ilmthüringische in den Städten Gehren und Großbreitenbach sowie den sie umgebenden Orten im Südosten des ehemaligen Kreises. In den drei Dörfern südlich des Rennsteiges (Schmiedefeld, Frauenwald und Vesser) wurde Hennebergisch, ein ostfränkischer Dialekt, gesprochen.
Jedoch betraf die Einteilung nur die allgemeine Sprachfärbung. Auf Grund der isolierten Lage im Bergland kam es in den gut 500 Jahren Besiedlungsgeschichte zur Ausprägung größter Unterschiede selbst zwischen Nachbardörfern, was Satzbau, Wortwahl und die Verwendung eigener Vokabeln betrifft. So hat z. B. der Geraberger Ortsdialekt nur wenig mit dem des Nachbardorfes Geschwenda gemein, obwohl beide Orte im Zentralthüringischen Mundartbereich liegen. Mit geübtem Gehör ist es deshalb möglich, einen Einwohner sofort seinem Heimatdorf zuzuordnen. Dieses Phänomen ist im Flachland weit geringer ausgeprägt.

## Geschichte
Das Gebiet des Kreises Ilmenau wurde zwischen dem 12. und dem 15. Jahrhundert besiedelt. Die ältesten Orte im Kreisgebiet sind Langewiesen (1198), Elgersburg (1139) und Gehren (1105) und die jüngsten Orte des Kreises befinden sich am Rennsteig, z. B. Neustadt (1453), Altenfeld (1492) und Stützerbach (1506). Nachdem das Kreisgebiet im Mittelalter unter dem Einfluss der Grafen von Henneberg und Schwarzburg standen, kam es in der frühen Neuzeit zum Aussterben der Henneberger und zu Erbteilungen bei den Schwarzburgern. So hatten im Jahre 1920 sechs Staaten Besitzungen im Kreis Ilmenau, dies waren: Sachsen-Weimar-Eisenach (Ilmenau), Sachsen-Coburg und Gotha (Geraberg), Sachsen-Meiningen (Neustadt), Schwarzburg-Sondershausen (Gehren, Großbreitenbach), Schwarzburg-Rudolstadt (Gräfinau, Böhlen) und Preußen (Schmiedefeld).

### Verwaltungsgeschichte seit 1922
Im Jahr 1922 wurde der Landkreis Arnstadt gebildet, zu dem der Großteil des Kreisgebiets zunächst zählte. Bei der Verwaltungsreform von 1952 wurden in der DDR 14 Bezirke gebildet. Das Gebiet des Landkreises Arnstadt wurde zunächst in den Bezirk Erfurt geplant, was jedoch dazu geführt hätte, dass dieser zu groß und der benachbarte Bezirk Suhl zu klein geraten wäre. Also beschloss man, Teile des Bezirkes Erfurt dem Bezirk Suhl zuzuschlagen. Da Ilmenau die nächstgelegene Stadt an Suhl war, wurde das Gebiet trotz seiner Lage auf der Nordseite des Thüringer Waldes in den Bezirk Suhl integriert und der Kreis Ilmenau gebildet. Bei der Bevölkerung stieß diese Maßnahme auf Ablehnung, da die Infrastruktur Richtung Erfurt gut ausgebaut war (Bundesstraße und Eisenbahnlinie), während die Verkehrswege nach Suhl nicht gut entwickelt waren (keine Eisenbahnverbindung, ungünstige Straßenverbindungen). Außerdem fühlten sich die Menschen sowohl kulturell als auch historisch und geografisch eher mit Mittelthüringen als mit Südthüringen verbunden.
Am 17. Mai 1990 wurde aus dem Kreis der Landkreis Ilmenau. Als am 3. Oktober 1990 die Deutsche Wiedervereinigung stattfand, wurden das Land Thüringen wieder gegründet und die Bezirke aufgelöst. Der Landkreis Ilmenau gehörte fortan zu diesem Bundesland. Er bekam das Kfz-Zeichen IL zugeteilt, welches das O (für den Bezirk Suhl) auf dem Nummernschild ablöste. 1993 wurde die Gebietsreform für Thüringen beschlossen. Da der Landkreis Ilmenau verhältnismäßig klein war, sollte er mit einem anderen zusammengelegt werden. Im Gespräch waren die Landkreise Suhl und Arnstadt. Man entschied sich dann für letztere Variante, da es sinnvoller erschien, den Landkreis Suhl auf die Landkreise Hildburghausen und Meiningen zu verteilen. So fusionierten der Landkreis Ilmenau und der Landkreis Arnstadt mit Wirkung vom 1. Juli 1994 zum Ilm-Kreis.

### Einwohnerentwicklung
| Jahr | Einwohner |
| ---- | --------- |
| 1910 | 54.228    |
| 1955 | 68.300    |
| 1960 | 67.707    |
| 1975 | 68.438    |
| 1989 | 67.912    |

Die Zahl für das Jahr 1910 bezieht sich auf das Gebiet des späteren DDR-Kreises Ilmenau.

## Politik

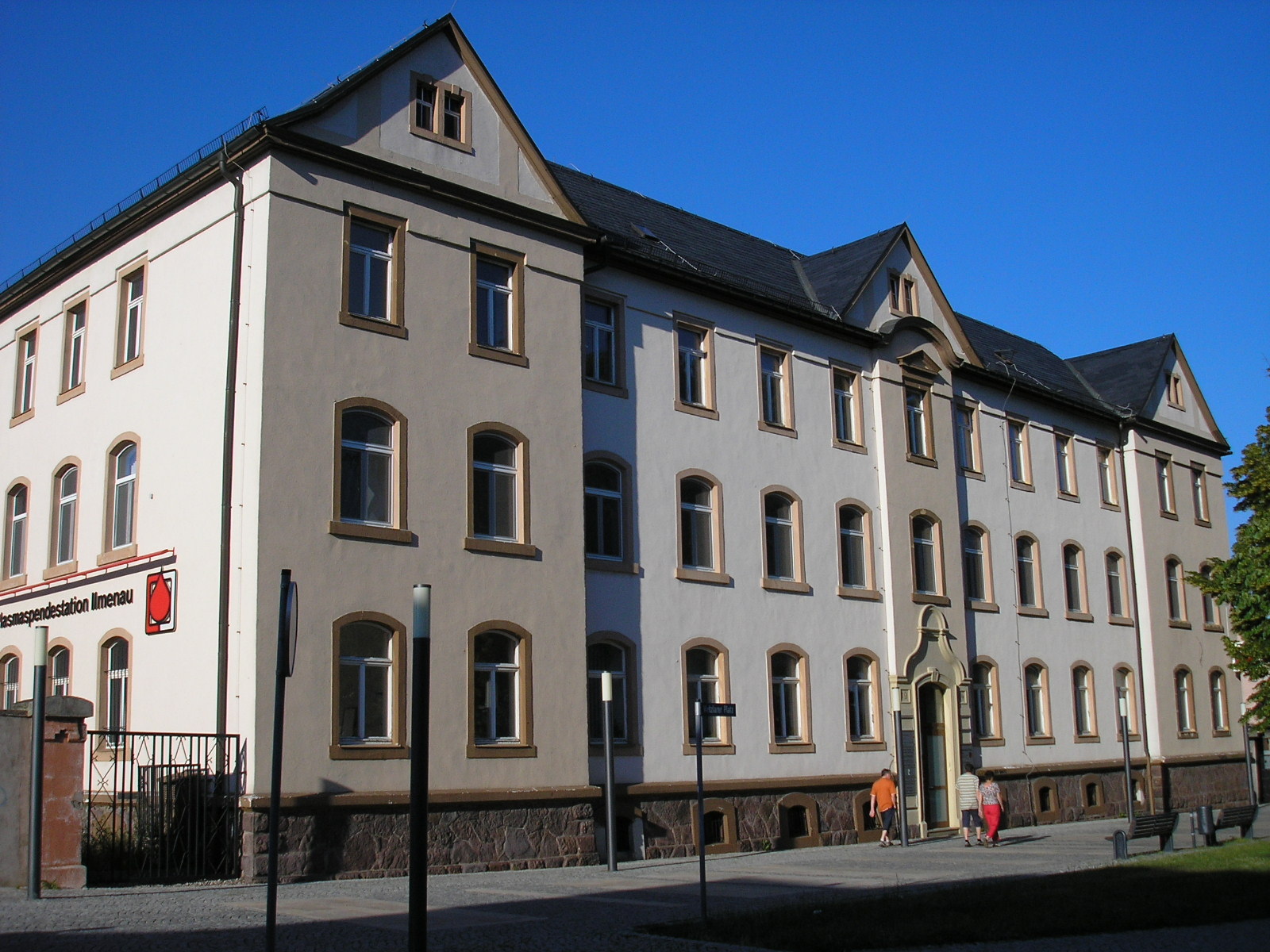
Gebäude des ehem. Landratsamtes am Wetzlarer Platz

Der Kreissitz befand sich in Ilmenau. Das Landratsamt bzw. der Kreistag und der Rat des Kreises waren bis Ende der 1960er-Jahre am Wetzlarer Platz in der Innenstadt ansässig, später dann in einem neuen Gebäudekomplex in der Krankenhausstraße im Süden Ilmenaus. Die SED-Kreisleitung sowie die Stasi waren in Gebäuden aus den 1930er-Jahren an der Schlossmauer in Ilmenau untergebracht. Im Keller des Stasi-Gebäudes befanden sich auch einige Haftzellen.
Der Rat des Kreises wurde bis 1990 immer von der SED gestellt, danach war Benno Kaufhold (CDU) letzter Landrat des Kreises Ilmenau (1990 bis 1994).

## Wirtschaft
Die Umstrukturierung der Wirtschaft des Kreises Ilmenau wurde seitens der DDR-Regierung staatlich geplant und gelenkt. Dabei setzte der Prozess der Zentralisierung der Wirtschaft im Kreis ein, die Mitte der 1970er-Jahre im Wesentlichen abgeschlossen war. Besaßen früher alle Orte mehr oder weniger große Fabriken, so wurden diese nun geschlossen und neue Kombinate gegründet. Die Planung sah so aus, dass die kleineren Dörfer deindustrialisiert werden und dafür in den mittleren Orten größere Betriebseinheiten entstehen sollten. So wurde für jede Region eine Industrie besonders gefördert. Dies waren für Gräfinau-Angstedt (mit den Dörfern Wümbach und Bücheloh) die Landwirtschaft und Produktion von Lebensmitteln bzw. die Verarbeitung der Agrarprodukte. Für Geraberg (mit Geschwenda, Martinroda und Elgersburg) wurden Landwirtschaft (Anlagen in Martinroda) sowie die Thermometerindustrie ausgewählt. Letztere wurde in einem großen Werk in Geraberg mit 2000 Mitarbeitern konzentriert (aus dem TWG ging das Unternehmen Geratherm hervor). In Ilmenau wurden Glas- und Porzellanindustrie konzentriert. Im Glaswerk in Ilmenau arbeiteten etwa 4.000 Menschen und im Porzellanwerk Henneberg etwa 2.000 Menschen. Für Gehren (mit Langewiesen, Möhrenbach, Jesuborn und Pennewitz) wurde die Holzindustrie bestimmend. Am Gehrener Bahnhof entstand das größte Sägewerk der DDR. In Großbreitenbach (mit Neustadt, Altenfeld, Gillersdorf, Herschdorf, Willmersdorf, Allersdorf, Gillersdorf, Friedersdorf, Böhlen und Wildenspring) wurden Glasindustrie und Relaistechnik konzentriert. Für Schmiedefeld am Rennsteig (mit Stützerbach, Frauenwald und Vesser) wurden Glasindustrie und Fremdenverkehr ausgewählt und gefördert.

## Verkehr
Im Kreisgebiet verliefen drei Fernverkehrsstraßen (heutige Bundesstraßen) und vier Eisenbahnlinien:
- F4/B4: Erfurt – Arnstadt – Ilmenau – Schleusingen
- F87/B87: Ilmenau – Stadtilm – Weimar
- F88/B88: Gotha – Ohrdruf – Ilmenau – Königsee – Rudolstadt
- Bahnstrecke Plaue–Ilmenau: Plaue – Ilmenau (Bahnhöfe im Kreisgebiet: Martinroda, Geraberg, Elgersburg, Roda und Ilmenau)
- Bahnstrecke Ilmenau–Themar: Ilmenau – Schleusingen (– Themar) (Bahnhöfe im Kreisgebiet: Ilmenau, Ilmenau Bad, Manebach, Stützerbach, Bf Rennsteig, Schmiedefeld)
- Bahnstrecke Ilmenau–Großbreitenbach: Ilmenau – Gehren – Großbreitenbach (Bahnhöfe im Kreisgebiet: alle)
- Bahnstrecke Rennsteig–Frauenwald: Bahnhof Rennsteig – Frauenwald (Bahnhöfe im Kreisgebiet: alle; in den 1960er-Jahren stillgelegt)

## Gemeinden
Die Gemeinden des Landkreises wurden mit der Kreisreform 1994 und erneut 2018/2019 neu gegliedert, wodurch seitdem der Großteil des ehemaligen Kreises zu dessen ehemaliger Kreisstadt Ilmenau gehört.
| Name                      | Verbleib 1994                                 | Verbleib nach Reform 2018/2019                                                          |
| ------------------------- | --------------------------------------------- | --------------------------------------------------------------------------------------- |
| Altenfeld                 | Eigenständig, Beitritt zur VG Großbreitenbach | Bildung der Landgemeinde Großbreitenbach (2019)                                         |
| Böhlen                    | Eigenständig, Beitritt zur VG Großbreitenbach | Bildung der Landgemeinde Großbreitenbach (2019)                                         |
| Bücheloh                  | Bildung der Gemeinde Wolfsberg                | Eingemeindung nach Ilmenau (2018)                                                       |
| Elgersburg                | Eigenständig, Beitritt zur VG Geratal         |                                                                                         |
| Frauenwald                | Eigenständig, Beitritt zur VG Rennsteig       | Eingemeindung nach Ilmenau (2019)                                                       |
| Friedersdorf              | Eigenständig, Beitritt zur VG Großbreitenbach | Bildung der Landgemeinde Großbreitenbach (2019)                                         |
| Gehren, Stadt             | Eigenständig, Beitritt zur VG Langer Berg     | Eingemeindung nach Ilmenau (2018)                                                       |
| Geraberg                  | Eigenständig, Beitritt zur VG Geratal         | Bildung der Landgemeinde Geratal (2019)                                                 |
| Geschwenda                | Eigenständig, Beitritt zur VG Oberes Geratal  | Bildung der Landgemeinde Geratal (2019)                                                 |
| Gillersdorf               | Eigenständig, Beitritt zur VG Großbreitenbach | Bildung der Landgemeinde Großbreitenbach (2019)                                         |
| Gräfinau-Angstedt         | Bildung der Gemeinde Wolfsberg                | Eingemeindung nach Ilmenau (2018)                                                       |
| Großbreitenbach, Stadt    | Eigenständig, Beitritt zur VG Großbreitenbach | Bildung der Landgemeinde Großbreitenbach (2019)                                         |
| Herschdorf                | Eigenständig, Beitritt zur VG Langer Berg     | Beitritt zur VG Großbreitenbach (2018), Bildung der Landgemeinde Großbreitenbach (2019) |
| Heyda                     | Eingemeindung nach Ilmenau                    | Eingemeindung nach Ilmenau                                                              |
| Ilmenau, Kreisstadt       | Eigenständig                                  | Eigenständig                                                                            |
| Langewiesen, Stadt        | Eigenständig                                  | Eingemeindung nach Ilmenau (2018)                                                       |
| Manebach                  | Eingemeindung nach Ilmenau                    | Eingemeindung nach Ilmenau                                                              |
| Martinroda                | Eigenständig, Beitritt zur VG Geratal         |                                                                                         |
| Möhrenbach                | Eigenständig, Beitritt zur VG Langer Berg     | Eingemeindung nach Gehren (2013), dadurch Eingemeindung nach Ilmenau (2018)             |
| Neustadt am Rennsteig     | Eigenständig, Beitritt zur VG Langer Berg     | Beitritt zur VG Großbreitenbach (2018), Bildung der Landgemeinde Großbreitenbach (2019) |
| Oberpörlitz               | Eingemeindung nach Ilmenau                    | Eingemeindung nach Ilmenau                                                              |
| Oehrenstock               | Eingemeindung nach Langewiesen                | Durch Langewiesen Eingemeindung nach Ilmenau (2018)                                     |
| Pennewitz                 | Eigenständig, Beitritt zur VG Langer Berg     | Eingemeindung nach Ilmenau (2018)                                                       |
| Schmiedefeld am Rennsteig | Eigenständig, Beitritt zur VG Rennsteig       | Eingemeindung nach Suhl (2019)                                                          |
| Stützerbach               | Eigenständig, Beitritt zur VG Rennsteig       | Eingemeindung nach Ilmenau (2019)                                                       |
| Vesser                    | Eingemeindung nach Suhl                       | Eingemeindung nach Suhl                                                                 |
| Wildenspring              | Eigenständig, Beitritt zur VG Großbreitenbach | Bildung der Landgemeinde Großbreitenbach (2019)                                         |
| Wümbach                   | Bildung der Gemeinde Wolfsberg                | Eingemeindung nach Ilmenau (2018)                                                       |

### Weitere ehemalige Gemeinden
- Allersdorf, am 1. Mai 1974 nach Herschdorf eingemeindet
- Unterpörlitz, am 1. April 1981 nach Ilmenau eingemeindet
- Willmersdorf, am 1. Mai 1974 nach Herschdorf eingemeindet

## Kfz-Kennzeichen
Den Kraftfahrzeugen (mit Ausnahme der Motorräder) und Anhängern wurden von etwa 1974 bis Ende 1990 dreibuchstabige Unterscheidungszeichen, die mit den Buchstabenpaaren OG, OH und OI begannen, zugewiesen. Die letzte für Motorräder genutzte Kennzeichenserie war OZ 60-01 bis OZ 80-00.
Anfang 1991 erhielt der Landkreis das Unterscheidungszeichen IL. Es wurde bis zum 31. Januar 1995 ausgegeben. Seit dem 29. November 2012 ist es wieder im Ilm-Kreis erhältlich.